# Kreisgericht Sagan
Das Kreisgericht Sagan war ein preußisches Kreisgericht in der damaligen Provinz Schlesien mit Sitz in der Stadt Sagan.

## Geschichte
In Bezirk des Kreisgerichts Sagan bestanden bis 1849 das herzogliche Gericht des Fürstentums Sagan sowie viele weitere Patrimonialgerichte.
1849 wurden in Preußen einheitlich Kreisgerichte geschaffen. Hierbei wurde die Patrimonialgerichtsbarkeit abgeschafft und die Patrimonialgerichte wurden aufgehoben. Auch die eingangs genannten Gerichte wurden aufgehoben und es entstand das Königliche Kreisgericht Sagan im Sprengel des Appellationsgerichts Glogau. Es war für den Kreis Sagan zuständig.
Zuständiges Schwurgericht war das Kreisgericht Grünberg. Am Gericht waren 1870 ein Direktor und acht Kreisrichter eingesetzt. 1870 betrug die Zahl der Gerichtseingesessenen 55.069. Gerichtskommissionen bestanden in Halbau und Priebus. Gerichtstage wurden in Naumburg am Bober gehalten.
Im Rahmen der Reichsjustizgesetze wurde das Gerichtswesen in Deutschland 1879 vereinheitlicht. Damit wurde das Kreisgericht Sagan aufgehoben und das königlich preußische Amtsgericht Sagan mit Wirkung zum 1. Oktober 1879 als eines von 14 Amtsgerichten im Bezirk des Landgerichtes Glogau als Nachfolger gebildet. Auch die Gerichtskommissionen wurden in Amtsgerichte (Amtsgericht Halbau, Amtsgericht Priebus) umgewandelt.